# آئوکیگاهارا

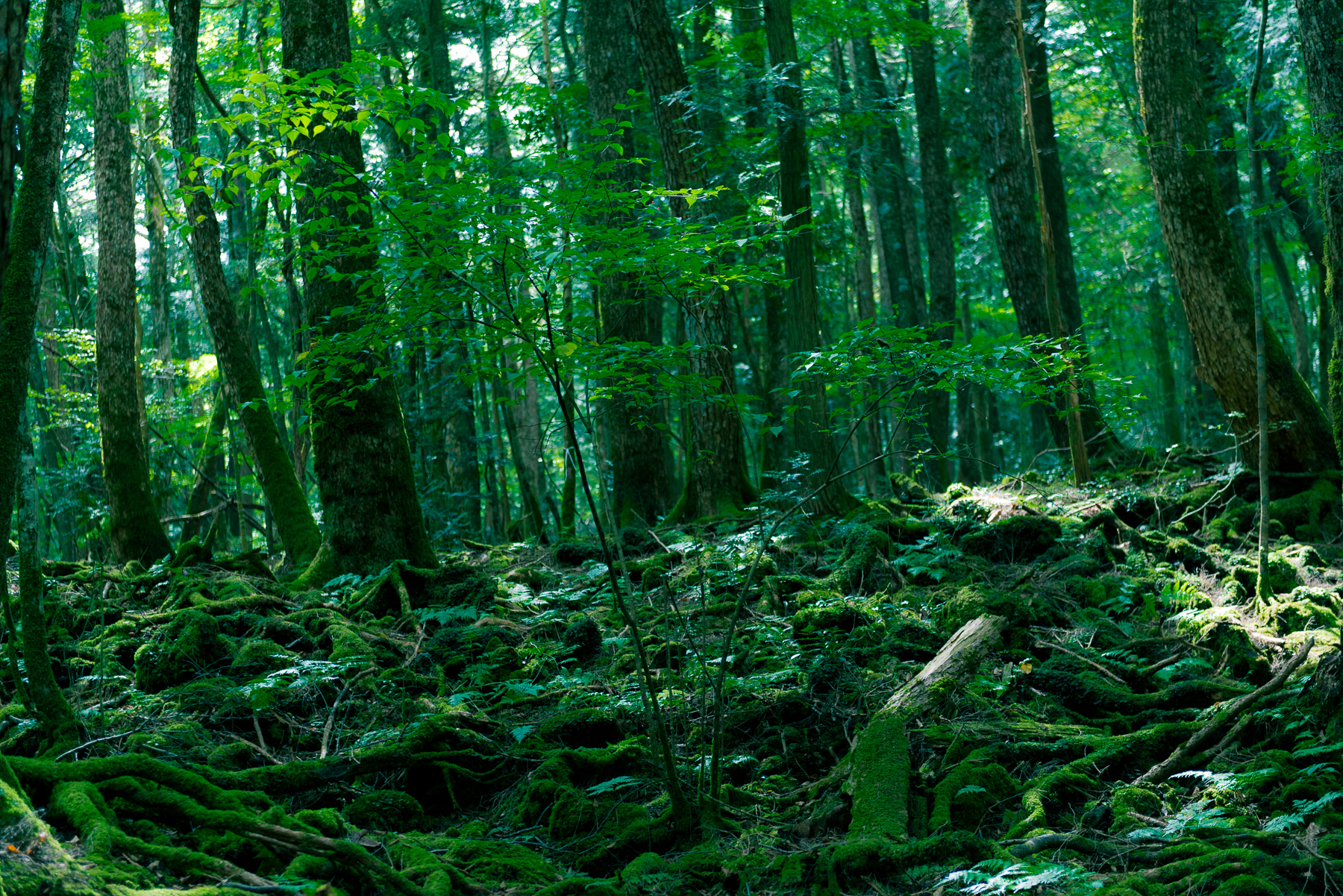
آئوکیگاهارا در سال ۲۰۱۲

آئوکیگاهارا (به ژاپنی: 青木ヶ原) که با عنوان‌های جنگل خودکشی، دریای درختان و بهترین مکان برای مردن شناخته می‌شود، جنگلی واقع در شمال غربی کوه فوجی در جزیره هونشو ژاپن است. این جنگل با مساحت تقریبی معادل ۳۵ کیلومتر مربع (۱۴ مایل مربع)، کمتر از ۱۰۰ مایل در غرب توکیو واقع است. این جنگل دارای تاریخچه‌ای مرتبط با شیاطین است و به عنوان خانه یوره‌ای: ارواح مردگان در اسطوره‌شناسی ژاپنی شهرت دارد و به مکانی به شدت متداول برای خودکشی مبدل شده است، از این رو آئوکیگاهارا به عنوان دومین مکان محبوب دنیا برای خودکشی به‌شمار می‌رود. از سال ۱۹۵۰، بسیاری از تاجران ژاپنی وارد جنگل شده‌اند و حداقل ۵۰۰ نفر از آن‌ها بازنگشته‌اند، و این آمار هر سال بین ۱۰ تا ۲۰ نفر در حال افزایش است (۷۸ نفر در سال ۲۰۰۲، ۱۰۵ نفر در سال ۲۰۰۳، ۱۰۸ نفر سال ۲۰۰۴ و ۵۴ نفر در سال ۲۰۱۰) به همین دلیل پلیس نشانه‌هایی به زبان‌های ژاپنی و انگلیسی برای جلوگیری از خودکشی‌ها با مضمون «زندگی هدیه‌ای گرانبها از طرف پدر و مادر شماست»، «یکبار دیگر به پدر و مادر، خواهر و برادر، همسر و فرزندان خود بیندیشید» یا «لطفاً قبل از اینکه تصمیم به خودکشی بگیرید با پلیس مشورت کنید!» در سراسر جنگل و بر روی درختان قرار می‌دهند.
آئوکیگاهارا همچنین به دلیل داشتن دو غار، به نام‌های غار یخی و غار بادی، توسط بسیاری از گردشگران مورد بازدید قرار می‌گیرد. این جنگل به دلیل تراکم بسیار بالای درختانش به نام دریای درختان شهرت دارد. آئوکیگاهارا از بسیاری جهات منحصر به فرد است، در این جنگل به ندرت حیات وحش وجود دارد، و به همین علت جنگل بسیار ساکت است. انبوه درختان نزدیک به هم، مانع رسیدن نور خورشید و باد می‌شود و باعث به وجود آمدن فضایی تاریک، بسیار ساکت و آرام و از طرفی عدم وجود حیات وحش این مسئله را دو چندان می‌کند. همچنین قطب‌نما در این منطقه به درستی کار نمی‌کند. صدای پرندگان و دیگر حیوانات که انتظار شنیدن آن‌ها می‌باشد، وجود ندارد یا به وفور دیده نمی‌شود.